# Коса (приток Чепцы)
Коса — река в Кировской области России, левый приток Чепцы (бассейн Волги). Протекает в четырёх районах: Унинском, Фалёнском, Богородском и Зуевском. Устье реки находится в 134 км по левому берегу Чепцы. Длина реки 141 км, площадь водосборного бассейна — 2130 км².

## География

Схема бассейна реки Вятка

Исток реки на Красногорской возвышенности в 7 км к северо-западу от посёлка Уни. Рядом с истоком Косы находятся верховья реки Лумпун, здесь проходит водораздел бассейнов Кильмези и Чепцы.
Генеральное направление течения — север. Течение проходит по холмистой местности, русло сильно извилистое, часто встречаются старицы, течение слабое. Дно каменистое. Ширина речной долины от 700—800 м до 5-6 км (в дельте при впадении в Чепцу). Реку перегораживают несколько полуразрушенных плотин недействующих ГЭС. Ширина реки в нижнем течении около 50 метров, в среднем течении 20-30 метров.
На берегах реки расположен ряд населённых пунктов, крупнейшие из них: Астрахань, Елгань (Унинский район); Полом, Баженово (Фалёнский район); Караул (Богородский район); Березник, Слудка, Мухино, Соколовка, Коса (Зуевский район).
Впадает в Чепцу в черте посёлка Косино.

## Притоки
- река Еленича (лв)
- 21 км: река Шориха (лв, в водном реестре — река без названия)
- 29 км: река Пихтовка (лв)
- 40 км: река Суна (пр)
- 44 км: река Пычига (лв, в водном реестре — река без названия)
- река Средняя Талица (лв)
- река Архиповка (лв)
- 65 км: река Кара (лв)
- 66 км: река Чузя (лв)
- 76 км: река Лема (лв)
- 78 км: река Питим (лв)
- река Волковица (пр)
- 95 км: река Ухтымка (лв)
- река Кузем (пр)
- 102 км: река Уромка (лв)
- 108 км: река Чурмуг (лв)
- река Лемпек (пр)
- река Лыжа (лв)
- река Кузем (пр)
- 128 км: река Елганка (лв, в водном реестре — река без названия)
- река Петровка (пр)

## Данные водного реестра
По данным государственного водного реестра России относится к Камскому бассейновому округу, водохозяйственный участок реки — Чепца от истока до устья, речной подбассейн реки Вятка. Речной бассейн реки — Кама.